# Pentola Nera
(Pentola Nera)
Pentola Nera (in inglese Black Kettle; nome originale in lingua cheyenne Mokatȟavataȟ o Motȟvatȟ, semplificato in Motavato; Black Hills, circa 1803 – Washita, 27 novembre 1868) è stato un condottiero nativo americano, capo degli Cheyenne meridionali, caduto nella battaglia del Washita.

## Biografia

### I primi anni

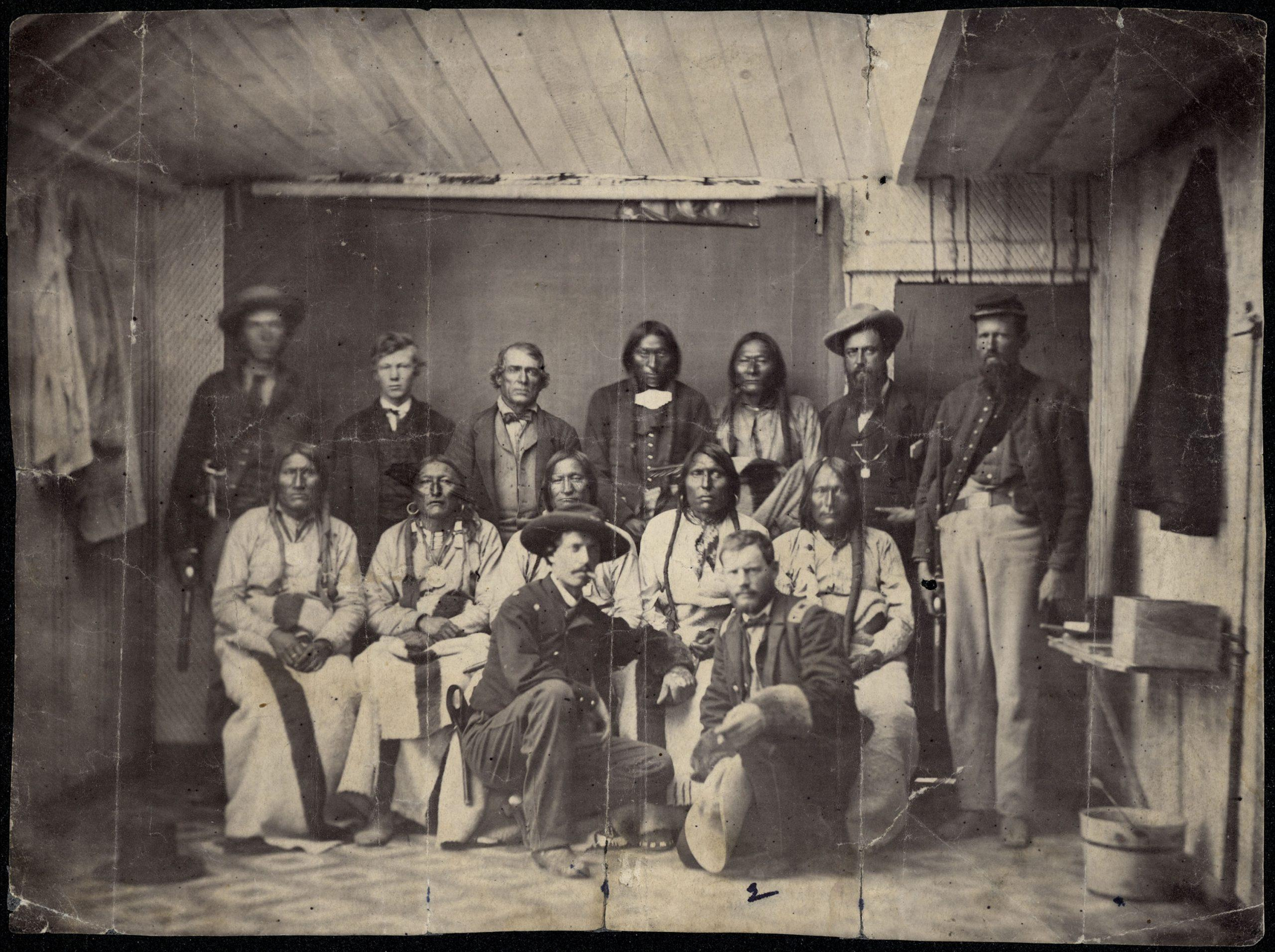
L'incontro del 28 settembre 1864 tra indiani e bianchi per trovare un'intesa. Pentola Nera è il terzo da sinistra nella fila centrale.

Poco si sa dei suoi primi anni di vita, fin quando divenne capo Cheyenne nel 1854. Convinto della necessità di convivere in pace coi bianchi (anche perché oggettivamente più forti), nell'autunno 1860 insieme ad Antilope Bianca accettò di trattare la cessione delle terre degli indiani nel Colorado, cosa che portò al trattato di Fort Wise del febbraio 1861.
Nel maggio 1864 le truppe dipendenti dal colonnello John Chivington uccisero in maniera del tutto gratuita il capo Orso Magro. Si scatenò una furibonda battaglia, ma anche in quell'occasione Pentola Nera si spese, nel mezzo del combattimento, per far cessare le ostilità. Assecondando gli ordini del Governatore John Evans, il 28 settembre 1864 Pentola Nera si presentò a Fort Lyon, per partecipare a un consiglio con Evans, Chivington e altre autorità. Lo scopo era trovare un'intesa per la pace, desiderata molto più dagli indiani che dai bianchi. Tale consiglio si chiuse però con un nulla di fatto.

### Il massacro di Sand Creek
In seguito a tali avvenimenti, Pentola Nera si ritirò coi suoi Cheyenne, insieme alla fazione pacifista degli Arapaho (per un totale di circa seicento persone), accampandosi presso un'ansa del fiume Sand Creek, un luogo in cui essi ritenevano di essere al sicuro, secondo gli impegni assunti dal governatore e dai militari. Invece, all'alba del 29 novembre 1864 il 3º Reggimento Cavalleria "Colorado Volunteers" al comando di Chivington e due battaglioni del 1º Reggimento Cavalleria, per un totale di settecento soldati, assalirono e distrussero il villaggio. Vennero uccisi centinaia di indiani (benché ci sia molta incertezza sulle cifre), praticando le peggiori atrocità. Pentola Nera riuscì miracolosamente a sopravvivere nascondendosi in un burrone, ma sua moglie restò uccisa, così come altri capi quali Lupo Giallo e Antilope Bianca.

### Gli anni seguenti e la morte

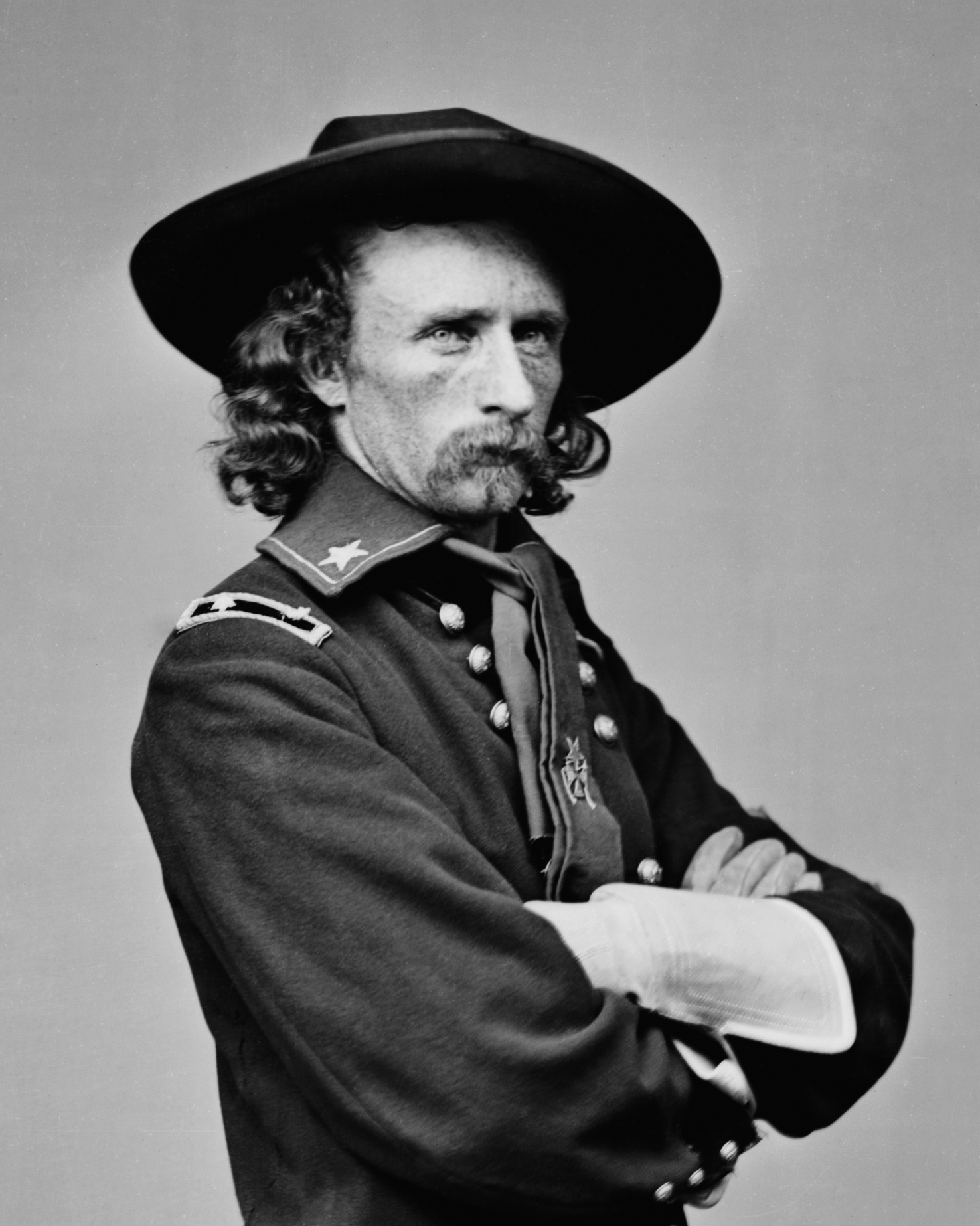
George Armstrong Custer, a dispetto della sua fama, non fu mai generale, ma solo maggior generale: un colonnello cui venivano temporaneamente dati maggiori poteri per svolgere particolari incarichi.

Negli anni successivi, mentre gli Cheyenne settentrionali, agli ordini di capi più intransigenti, quali Naso Aquilino e Toro Alto, decisero di combattere contro i bianchi insieme alle tribù Lakota, i più pacifici Cheyenne meridionali, guidati da Pentola Nera, trattarono ancora nuove tregue, per essere infine confinati verso l'attuale Oklahoma, con il trattato di Medicine Lodge dell'ottobre 1867. A metà del 1868 fu organizzata dai bianchi una serie di campagne d'incursione coloniale in tutto il Kansas meridionale, affidata alla supervisione del generale Philip Henry Sheridan, con un ruolo di punta per il Settimo Cavalleggeri di George Armstrong Custer.
Pentola Nera si illuse che lui e la sua gente non avrebbero subito azioni ostili, ma all'alba del 27 novembre 1868, sulle rive del fiume Washita, il campo indiano subì un violento attacco a sorpresa ad opera di Custer: ottocento soldati che massacrarono 103 Cheyenne (ma il numero è controverso). Pentola Nera morì crivellato di colpi insieme alla moglie. Pentola Nera ed altri caduti ricevettero sepoltura direttamente sul posto, in quello che oggi è chiamato Washita Battlefield National Historic Site.